# Panicum pedicellatum
Panicum pedicellatum är en gräsart som beskrevs av George Vasey. Panicum pedicellatum ingår i släktet vipphirser, och familjen gräs. Inga underarter finns listade i Catalogue of Life.